# Lengua de señas de Providencia
La lengua de señas de Providencia es una lengua de señas desarrollada y usada por la comunidad Sorda de la Isla de Providencia. Esta Isla forma parte del Archipiélago de San Andrés y Providencia, situado en El Caribe Occidental, cerca de las costas nicaragüenses, y sobre el cual ejerce soberanía Colombia.

## Datos históricos
El Archipiélago de San Andrés y Providencia jugó, por su posición geográfica, un papel estratégico en el siglo XVII. Fue usado como base por piratas ingleses y franceses para atacar a barcos españoles en ruta hacia América Central. Cuando la intensidad del comercio español por la zona disminuyó (producto del éxito logrado por los cultivos de caña de azúcar en otras partes de El Caribe), la isla perdió su valor estratégico y sus habitantes quedaron relativamente aislados. La previa presencia de los ingleses fue determinante en la conformación de la cultura de las islas, que una vez aisladas desarrollaron un criollo de base inglesa como lengua autóctona. 
La presencia de un gen de sordera congénita profunda, propiciado por la endogamia a que obligó el aislamiento de la Isla de Providencia determinó, ya a finales del siglo XIX y principios del XX, la aparición en la Isla de una comunidad estable de Sordos. Esto llevó al surgimiento de una lengua de señas. Investigaciones realizadas hasta ahora indican que un número alto de los habitantes de la Isla conocen esta lengua de señas, que es la primera lengua de poco más de una docena de Sordos. La comunidad Sorda goza de aceptación en la comunidad, y no es considerada inferior en ella.

## Población sorda de la isla
En los estudios disponibles, las cifras de pobladores de Providencia oscilan entre 3000 (Woodward 1978) y 2500 (Washabaugh 1991). Según reportan esos estudios, hay allí unos 11 adultos Sordos (en «edad marital») en la Isla – no se informa del número de niños, aunque mencionan que hay algunos (Woodward 1978). Esto implica una proporción de al menos 2 sordos por cada 1000 niños nacidos. Es una proporción muy alta, teniendo en cuenta que el promedio mundial es de 0,02 por cada 1000 nacimientos (Schmaling 2000).
Washabaugh (1991) afirma que todas las personas Sordas en Providencia están emparentadas de algún modo, y tienen memoria de al menos tres generaciones de usuarios de esa lengua de señas. Todas pertenecen a familias asentadas en distintos puntos de Providencia.

## La lengua de señas de Providencia
Esta lengua de señas ha sido elaborada y transmitida por los habitantes de la Isla de modo directo y sin influencia externa. No tiene relación con ninguna otra lengua conocida. Los contactos con las lenguas habladas por la población oyente (un criollo de base inglesa y español) y la lengua de señas son mínimos. Los Sordos de la Isla no han sido escolarizados y no incorporan información de las lenguas habladas de su en torno a su propia lengua. No existe tampoco un alfabeto manual entre ellos.
Relata Washabaugh que esta lengua tiene un impresionante nivel de variación léxica. Y que carece de términos capaces de sustentar una reflexión metalingüística (equivalentes a ORACION, SIGNIFICADO, SEÑA, etc.). Estos factores le impidieron, escribe Washabaugh, elaborar una gramática o un vocabulario básicos de la lengua de Señas de Providencia. Pudo hacer, sí, una indagación acerca de los niveles de comprensión mutua entre oyentes y Sordos a través del uso de esta lengua. A propósito de eso establece un índice de 50% (a partir de una serie de enunciados con estructuras transitivas y locativas). Según concluye, únicamente cuando los oyentes conocen el tema de una conversación ocurre una comunicación fluida entre ellos y los Sordos de la Isla.

## Aceptación de la comunidad de sordos entre los oyentes de la Isla
Woodward (1978), quien realizó una serie de encuestas entre los pobladores de dos aldeas en la Isla, afirma que los oyentes no consideran a los Sordos inferiores a ellos en áreas como el matrimonio, la habilidad mental, los oficios de trabajo y la integración social (1978:49). Las cifras de la encuesta revelan que las personas Sordas de la Isla son vistas como igual o más inteligentes que las oyentes (64%), igualmente maduras (82%), y menos propensas a sufrir enfermedades o problemas mentales (50%), comparadas con las personas oyentes (1978:68).

## Lengua de señas de Providencia y LSC
La lengua de señas de Providencia parece no tener ninguna relación con la usada por los Sordos en el territorio continental colombiano (Tovar 2006). Esta última es denominada lengua de señas Colombiana (LSC) (Oviedo 2001), y es usada por una comunidad cuyo número preciso no se conoce, pero que alcanza varios miles de personas.